# 烏里奇恰 (科留科夫卡區)
51°52′19″N 32°38′54″E / 51.87194°N 32.64833°E
烏里奇恰（烏克蘭語：Уріччя），是烏克蘭北部的村莊，隸屬切爾尼希夫州的科留基夫卡區。該村面積0.1平方公里，海拔高度154米，2001年人口13，人口密度每平方公里126.2人。